# اليوم العالمي لغسل اليدين
اليوم العالمي لغسل اليدين (بالإنجليزية: Global Handwashing Day)‏ ويعرف اختصارا بGHD هو حملة تهدف لحث ملايين الأفراد في العالم أجمع على غسل أيديهم بالصابون. وتهدف الحملة إلى رفع الوعي بأهمية غسل اليدين بالصابون باعتبارها عاملا أساسيا في الوقاية من الأمراض. ويرجع تاريخ انطلاق الحملة إلى عام 2008 أثناء الاحتفال السنوي بالأسبوع العالمي للمياه والذي انعقد في ستوكهولم من 17-23 أغسطس/ آب وشهد إقامة الشراكة العالمية بين القطاعين العام والخاص لغسل اليدين Global Public Private Partnership for Handwashing (PPPHW).
واحتفل العالم باليوم العالمي لغسل اليدين للمرة الأولى في الخامس عشر من أكتوبر/ تشرين أول 2008 وهو اليوم الذي اختارته الجمعية العامة للأمم المتحدة تزامنا مع إعلان الأمم المتحدة عام 2008 عاما دوليا للصرف الصحي.
وجرى التركيز في اليوم العالمي الأول لغسل اليدين على أطفال المدارس. وتعهدت الأطراف المشاركة بتوعية أكبر عدد ممكن من أطفال المدارس لغسل أيديهم بالصابون في أكثر من 70 دولة.

## خلفية
تمثل الهدف من الحملة في تخفيض عدد الوفيات جراء أمراض الإسهال بإحداث تغييرات بسيطة في السلوك مثل غسل اليدين بالصابون، حيث تشير الأبحاث إلى أنه يقلل نسبة الوفيات الناتجة عن الإسهال بمعدل النصف تقريبا.

## أهمية الحملة
إن غسل اليدين بالصابون بوصفه سلوكا تلقائيا يمارس في المنازل والمدارس ومختلف المجتمعات في العالم من أنجع الطرق وأقلها تكلفة للوقاية من الإسهال والعدوى التنفسية الحادة. ويعد الالتهاب الرئوي، أحد أهم أمراض العدوى التنفسية الحادة، السبب الأول لوفيات الأطفال دون الخامسة إذ يحصد أرواح ما يربو من 1,8 مليون طفل سنويا. ويحصد الإسهال والالتهاب الرئوي معا أرواح حوالي 3,5 مليون طفل سنويا.

## التنفيذ والإدارة
أطلقت الشراكة العالمية بين القطاعين العام والخاص من أجل غسل اليدين بالصابون (بالإنجليزية Public-Private Partnership for Handwashing with Soap PPPHW) الدعوة للاحتفال بيوم عالمي لغسل اليدين عام 2008 باعتباره وسيلة للحث على الاهتمام بغسل اليدين على الصعيدين المحلي والعالمي.
وتتألف الشراكة من البنك الدولي وبرنامج المياه والصرف الصحي (بالإنجليزية Water and Sanitation Program WSP)، وهو راعي الشراكة، وصندوق الأمم المتحدة للطفولة (اليونيسيف) والوكالة الأمريكية للتنمية الدولية) USAID) وشركة بروكتر آند جامبل وشركة يونيليفر والمجلس التعاوني لتوفير المياه والصرف الصحي (Water Supply & Sanitation Collaborative Council WSSCC) ومركز الصحة بكلية لندن للصحة وطب الأمراض الاستوائية)وجامعة جون هوبكنز ومراكز مكافحة الأمراض والوقاية منها CDC. تتوافر معلومات عن انشطة اليوم العالمي لغسل اليدين على الموقع الرسمي له.
ويُعهد في كل دولة من الدول المشاركة في الاحتفال إلى مؤسسة تضطلع بحشد العديد من المؤسسات الأخرى المهتمة بالموضوع حيث يتم تنسيق الجهود فيما بينها. وتحتفل سبعون دولة بهذا اليوم وهي أفغانستان أنغولا والإمارات واليمن والمملكة العربية السعودية وسلطنة عمان والبحرين والكويت وقطر وبنغلاديش ومملكة بوتان وبوليفيا وبوتسوانا وبوركينا فاسو وبوروندي وكمبوديا وجمهورية أفريقيا الوسطى وتشاد والصين وكولومبيا وجزر القمر وجمهورية الكونغو وكوت ديفوار وجيبوتي وجمهورية الكونغو الديمقراطية ومصر واريتريا وإثيوبيا وفيجي وغامبيا وألمانيا وغانا وغواتيمالا وغينيا والهند وإندونيسيا والعراق وكينيا ولاووس وليبيريا ومدغشقر وملاوي وماليزيا ومالي وموريتانيا ومنغوليا وموزمبيق وناميبيا ونيبال ونيكاراغوا والنيجر ونيجيريا وباكستان وبنما وبابوا غينيا الجديدة وباراغواي وبيرو والفلبين ورواندا والسنغال وسيراليون وسنغافورة والصومال وجنوب أفريقيا وسري لانكا والسودان وسورينام وسوريا وتايوان وطاجيكستان وتنزانيا وتيمور الشرقية وأوغندا والمملكة المتحدة وفيتنام واليمن وزامبيا وزيمبابوي.

## أنشطة اليوم العالمي لغسل اليدين حول العالم

### أفغانستان
في احتفال عام 2009، تم تشكيل لجنة برئاسة وزارة الصحة لتنفيذ العديد من الأنشطة بدءا من 15 أكتوبر/ تشرين أول وتضمنت ماياتي: تدشين وزير الصحة العامة للاحتفال باليوم العالمي لغسل اليدين في مدرسة ابتدائية بكابول. وعقد مسابقات عن غسل اليدين في المدارس في 32 مقاطعة تحت رعاية وزارة التعليم وبث جلسة نقاش حول أهمية غسل اليدين في تليفزيون الدولة وبث برنامج إذاعي عن غسل اليدين لمدة شهر وإصدار ملحق في الصحف عن أهمية غسل اليدين .

### بنغلاديش
في عام 2008، شارك أكثر من 14,4 مليون طفل بنجلاديشي في حوالي 73 ألف مدرسة في الاحتفال باليوم العالمي لغسل اليدين، الأمر الذي سيساهم في إذكاء الوعي بأهمية غسل اليدين قبل تناول الطعام وبعد التغوط. واشترك أيضا الملايين من الأطفال في أكثر من 70 دولة الاحتفال بهذا اليوم. ويأتي الاحتفال، وهو الأول من نوعه، في إطار مبادرة الشراكة بين القطاعين العام والخاص من أجل غسل اليدين (PPPHW) والتي تضم شركات صابون ومنظمات غير حكومية ومنظمات الأمم المتحدة.
وفي مدرسة بورنبارا الحكومية الابتدائية في مقاطعة نارسينجدي، عُلقت مجلة حائط تحث الأطفال على المشاركة في مسابقة رسم عن غسل اليدين. واشترك ثلاثمائة من تلاميذ المدرسة في العديد من أنشطة الاحتفال بهذه المناسبة. وعرض التلاميذ شوشي وباكهي وفيصل أمام زملائهم الطريقة المثلى لغسل اليدين بالصابون. ووصف شوشي لأقرانه الأوقات الست الحرجة التي ينبغي فيها غسل اليدين وهي قبل الأكل وقبل إطعام الأطفال وقبل تحضير الطعام أو تقديمه وبعد استخدام المرحاض وبعد تغيير الحفاضات للأطفال الرضع/ تنظيف الأطفال الرضع وبعد التخلص من غائط الأطفال. وغنى فيصل أغنية تحث الأطفال على تقليده وغسل أيديهم بالصابون. (Cholo jai, haath dhui).
وقالت فهيمة تاباسوم أويشي التلميذة بالصف الخامس أنها عندما تشاهد $1أي شخص سواء داخل المنزل أو خارجه يأكل دون غسل يديه بالصابون، تقوم بتحذيره من المخاطر الصحية الناجمة عن ذلك وتعلمه الطريقة الصحيحة لغسل اليدين. وقام التلميذ ماجيدول هاك شوبهو والذي يعاني من صعوبة في النطق بعرض الطريقة المثلى لغسل اليدين.

### كمبوديا
تم تدشين احتفال وطني بهذه المناسبة وكان من ضمن المتحدثين وزراء التنمية المحلية والصحة والتعليم وشارك في الاحتفال الفنان الكوميدي الكمبودي شاب شيان وأطفال المدارس وجلالة ملك كامبوديا. وتضمنت أنشطة الاحتفال إعلانات في التليفزيون عن غسل الأيدي فضلا عن أنشطة مدرسية واحتفالات في مئة قرية في تسع مقاطعات.
وتم تقديم مواد إرشادية وتوجيهات لأطفال المدارس الابتدائية في مختلف أنحاء البلاد علاوة على حثهم على الاحتفال باليوم العالمي لغسل اليدين في الخامس عشر من أكتوبر/ تشرين أول.

### الصين
احتفلت الصين باليوم العالمي لغسل اليدين بعقد أنشطة تعليمية عن الوسائل المثلي لغسل اليدين واشترك فيها ثمانية ملايين تلميذ في مدارس عشرة أقاليم صينية. وأعلن مسؤولون في وزارة التعليم وشركاء آخرون من القطاعين العام والخاص بافتتاح مؤسسة «سور الصحة العظيم» وتهدف المؤسسة لتوعية 100 مليون طفل صيني بحلول عام 2015. وتم أيضا وضع لوحات إعلانية في أنحاء الصين وبث إعلانات تليفزيونية للتذكير بالمشاركة في الاحتفال.
وجذب الاحتفال، والذي تضمن أنشطة تثقيفية والعاب للاطفال، حوالي ألفين من التلاميذ والسكان. ونظم الاحتفال لجنة الحملة القومية للصحة ومعهد الصين للتثقيف الصحي التثقيف الصحي والتابع لمركز مكافحة الأمراض والوقاية منها CDC بدعم من اليونيسيف.

### مصر
في عام 2008، تم تدشين مبادرة اليوم العالمي لغسل اليدين كجزء من مشروع التثقيف بشأن الصرف الصحي والنظافة الصحية في المدارس (School Sanitation and Hygiene Education Project SSHE) والمدعوم من اليونيسيف والسلطات المحلية ووزارة التعليم والوكالة الأمريكية للتنمية الدولية والهيئة العامة لمرفق مياه الشرب في مصر. ويشترك في المشروع المدرسون ومجالس الآباء وتلاميذ حوالي 159 مدرسة ابتدائية والمجتمعات المحلية في ثلاثة مراكز في محافظة سوهاج وهي دار السلام وجهينة وساقلته.
وبذل التلاميذ الصغار مجهودا حقيقيا لجعل الاحتفال باليوم العالمي لغسل اليدين احتفالا حقيقيا ورائعا وساعدهم مدرسوهم وأولياء أمورهم. وازدان سور المدرسة بالملصقات والرسومات التي قام بها التلاميذ. وأنشد الأطفال الأغاني والأناشيد عن فوائد غسل اليدين بالصابون والتي حفظوها خصيصا لهذه المناسبة. وفي وقت لاحق، صعدت مجموعة من الفتيان خشبة المسرح وقدموا أمام حشد كبير من أقرانهم وأولياء أمورهم ومدرسيهم وبعض المسؤولين المحليين مسرحية لمدة 5 دقائق كتبوها، بمساعدة أساتذتهم، عن أهمية النظافة الشخصية والبيئة.
أما في صعيد مصر، فقد أصبح الأطفال عناصر حقيقية للتغيير؛ فبالحديث مع آبائهم عن التغيرات السلوكية البسيطة، مثل غسل اليدين بالصابون قبل تناول الطعام وبعده أو بعد استخدام دورة المياه، يقوم هؤلاء التلاميذ بنشر الوعي حول النظافة الشخصية الجيدة. وبإلهام من أطفالهم، بدأ الآباء والأمهات يغيرون سلوكهم بل وبدأوا يوجهون مزيداً من الاهتمام لنظافة أطفالهم الشخصية وتزويدهم بغذاء صحي أكثر.

### إثيوبيا
شارك 300 تلميذ من خمس مدارس ابتدائية في فعاليات اليوم العالمي لغسل اليدين في ميدان ماسكال لمدة نصف يوم. واحتشد الأطفال في مسيرة في الميدان وغنوا جميعا لتعزيز أهمية غسل اليدين بالصابون بوصفه ممارسة صحية مهمة تحد من انتشار أمراض الإسهال وأمراض العدوى التنفسية وهي الأمراض التي تحصد كل عام أرواح حوالي 3,5 مليون طفل على مستوى العالم!

### ألمانيا
في عام 2009، أرسلت شركة Svenska Cellulosa Aktiebolaget SCA للمنتجات الورقية الصحية 50 ألف ملصق وكراسات تمارين بها صور وتدريبات عن أهمية غسل اليدين في الوقاية من الأمراض إلى المدارس الابتدائية بألمانيا.

### غانا
تم تدشين الاحتفال باليوم العالمي لغسل اليدين في متنزه للأطفال يوم 15 أكتوبر/ تشرين أول بحضور ممثلين عن السلطات المحلية والقطاعين العام والخاص. 
واحتفلت مدارس البلاد بهذا اليوم تحت رعاية البرنامج القومي للتثقيف الصحي بالمدارس National School Health Educational Program (NSHEP). ووقف الأطفال أمام وحدات غسل اليدين وقاموا ببعض الاستعراضات في أكرا وتاميل لحث العامة على غسل أيديهم. وتم بث برامج حوارية وإعلانات توعية في الإذاعة والتليفزيون عن أهمية غسل اليدين بالصابون. وأُقيم أيضا منتدى للأطفال عن غسل اليدين وتطوير مواد الإعلام والتعليم والاتصال عن نفس الموضوع ونشرها.

### الهند
في سبتمبر/ أيلول وأكتوبر / تشرين أول من عام 2008، أعدت الهند حملة إعلامية شارك فيها لاعبا الكريكت المشهورين ساشين تندولكار ويوفراج سينجه.
وحصل ما يربو من مليون مدرس على دورات تدريبية لتنفيذ الحملة بغية تعريف حوالي 100 مليون تلميذ في مدارس الهند عن أهمية غسل اليدين. وتضمنت المواد الإرشادية والتي تم إعدادها للاحتفال بهذه المناسبة ملصقات ونماذج تدريبية للمدرسية عن غسل اليدين ونشرة تدعو الطلاب إلى غسل أيديهم فضلا عن إعلانات في التلفاز وأغنيات إعلانية في الإذاعة ومنها أغنية رئيسة مدتها 25 ثانية عن الطريقة الصحيحة لغسل اليدين في خمس خطوات.
ودشّن الوزراء المعنيين حملة للاحتفال بيوم غسل اليدين في 15 أكتوبر/ تشرين أول وشاركوا الأطفال في المدارس الريفية بعض الأنشطة المرتبطة بغسل اليدين. وتضمنت أنشطة المدارس ما يأتي: تعهد الأطفال بالاهتمام بالنظافة الشخصية وتنظيم مسابقات وألعاب عن غسل اليدين وكذلك غسل الأطفال لأيديهم في شلال عملاق.
وفي إطار الاحتفال باليوم العالمي الأول لغسل اليدين، شارك أسطورة الكريكت ساشين تيندولكار وأعضاء فريقه حوالي 100 مليون تلميذ هندي في أنحاء البلاد غسل أيديهم بالصابون للارتقاء بصحتهم ونظافتهم الشخصية.

### العراق
تم تنظيم بعض الأنشطة في مدارس شمال العراق بالتعاون مع وزارة التعليم. أعدّت 24 مدرسة ابتدائية بعض الأنشطة للاحتفال بهذا اليوم وحضر الاحتفال مديرو المدارس وقام التلاميذ أيضا بتصميم ملصقات تتضمن أهداف إستراتيجية اليونيسيف المعروفة ب’WASH‘ [ $1أي: water (الماء) و sanitation (الصرف الصحي) و hygiene (النظافة العامة)]. وتم أيضا توزيع مجموعات كبيرة من أدوات النظافة الشخصية على 24 مدرسة. وأعدت مراكز الأنشطة المدرسية أغاني كتبت خصيصا لهذه المناسبة وغناها التلاميذ. 
وسجلت الأغاني في مؤتمر نزع السلاح ونسخ من هذه المقدمة كانت لمدارس أخرى.

### كينيا
في عام 2008، أقيم احتفال في شوارع مدينة كيسومو شارك فيه أطفال المدارس الواقعة في نطاق بلدية كيسومو يقودهم مسؤولون في وزارة التعليم على دراجات بخارية وشاحنات. وشارك في الاحتفال وزير الصحة العامة والصرف الصحي. وتتضمن الاحتفال إلقاء الأطفال لخطب وأشعار وأغنية علاوة على عرضهم لمسرحيات تحث على غسل اليدين.
وأُعدت أنشطة للاحتفال باليوم العالمي لغسل اليدين في سبع مدن أخرى هي نيروبي ومومباسا ونيري وماشاكوس وبوسيا وترانس نوزويا وواجير. وقامت أيضا كل من وزارة التعليم ووزارة الصحة العامة والصرف الصحي بتثقيف موظفيهم العاملين في الميدان للاحتفال بهذا اليوم وذلك بإشراك تلاميذ المدارس الواقعة في نطاق عملهم في أنشطة غسل اليدين. وشارك حوالي 100 ألف طفل كيني في الاحتفال. وأرسل المسؤولون في مختلف أنحاء البلاد رسائل نصية قصيرة توضح عدد الأطفال الذين غسلوا أيديهم في هذا اليوم.

### جمهورية لاووس الديمقراطية
في 13 أكتوبر/ تشرين أول 2008، نظمت وزارة التعليم يوما للصحة العامة والصرف الصحي وتضمن اليوم أنشطة مدرسية لاصفية في المدارس الثانوية والابتدائية وكليات تدريب المعلمين في مختلف أنحاء البلاد.
وتضمنت الأنشطة تنظيف المدارس وما حولها وعرض لافتات في المدارس تحث الطلبة على غسل أيديهم وعلى تطبيق الممارسات الصحية السليمة GHP وجعل غسل اليدين بالصابون جزءا من ثقافة التلاميذ وترديد أغاني عن أهمية النظافة وكذلك تنظيم بعض الألعاب والمسابقات عن نفس الموضوع. وعلى مدار الأسبوع الذي سبق الاحتفال، أذاع التليفزيون الحكومي ومحطات الإذاعات المحلية إعلانات تروج لهذا اليوم. وفي العاصمة فينتيان، تم تعليق لافتات في الشوارع الرئيسية عن اليوم العالمي لغسل اليدين ورسائل صحية أساسية عن أهمية غسل اليدين.

### مدغشقر
على مدار اسبوع كامل، شاركت 19,300 مدرسة ابتدائية في الاحتفال باليوم العالمي لغسل اليدين وتوجت الفعاليات والأنشطة التي أقيمت على مستوى المدارس والمجتمعات المحلية لغسل اليدين بالصابون بقيام 3,5 مليون طفل بغسل أيديهم بالصابون عند ظهر يوم الخامس عشر من أكتوبر والذي يوافق اليوم العالمي لغسل اليدين. وترأس رئيس الدولة رافالومانا احتفالات هذا اليوم. وأصدرت ثلاث وزارات بيانا مشتركة طلبت فيه من رئيس الوزراء جعل اليوم العالمي لغسل اليدين مناسبة قومية. وفي نفس اليوم أيضا، سار التلاميذ في موكب عبر شوارع العاصمة في إطار الاحتفالات بهذه المناسبة.

### ماليزيا
احتفلت ماليزيا باليوم العالمي لغسل اليدين بتوزيع عينات من منتجات غسل اليدين في المدارس ورياض الأطفال والعيادات. وقامت وسائل الإعلام بتغطية إخبارية لفعاليات هذا اليوم فضلا عن الإعلان عنه فس وسائل الإعلام المرئية والمسموعة والمطبوعة. وأعلنت ماليزيا شهر أكتوبر / تشرين أول «شهرا لغسل اليدين بالصابون».

### منغوليا
احتفلت منغوليا باليوم العالمي لغسل اليدين بنقل رسائل توعية إلى أطفال المدارس عبر وسائل الاتصال المختلفة من إعلانات توعية وأفلام كرتون قصيرة عن الطريقة المثلى لغسل اليدين. وفي 15 أكتوبر/ تشرين أول افتتح كل من وزيري الصحة والتعليم إحدى رياض الأطفال وروجا لأهمية غسل اليدين في حي بايانجول بمدينة أولانباتار. وقام أيضا محافظو أربع مقاطعات بعرض الطريقة السليمة لغسل اليدين غسل أيديهم أمام تلاميذ المدارس في عواصمها وهي Bayan-Ulgii و Khovd و Uvs و Dornod.
وبذلت هيئات الشراكة بين القطاعين العام والخاص جهودا كبيرة 
لتثقيف التلاميذ في المدارس ورياض الأطفال 
وكذلك أولياء أمورهم وإمدادهم بالمعلومات اللازمة عن غسل اليدين في كل حي من أحياء مدينة أولنباتار. 
وتضمنت الشراكة منظمات حكومية وغير حكومية وهيئات دولية وشركات خاصة ومنها وزارة 
التعليم والثقافة والعلوم ووزارة الصحة والهيئات التابعة لها ومنظمة اليونيسيف 
ومنظمة وورد فيجين وهيئة إنقاذ الطفولة وشركة مون كيمو
المحدودة.

### نيبال
أرسلت شركة الاتصالات السلكية واللاسلكية في نيبال (نيبال تليكوم) إلى عملائها من مستخدمي الهواتف الخلوية رسالة نصية فحواها: «هيا نغسل أيدينا ونبقى أصحاء!». وقام سائقو رابطة العاملين على عربات اليد Rickshaw Pullers Association بتوعية السكان في أكبر ثلاث مدن بوادي كاثامندو حيث قاموا بتزيين عرباتهم برسائل عن أهمية غسل اليدين ووزعوا منشورات وملصقات على آلاف السكان هناك.
وشاركت المدارس في الاحتفال حيث أعلنت هيئة مدارس نيبال الخاصة والداخلية (PABSON) أن أعضائها البالغ عددهم 9000 مدرسة سيتأكدون من توافر الماء والصابون في الحمامات والمقاصف.
وأعلنت هيئة البريد أنها ستستخدم ختما يحوي رسالة عن غسل اليدين لختم الخطابات والأوراق لمدة 15 يوما احتفالا بهذه المناسبة 15 يوما.

### باكستان
دشنت وزارة البيئة الاحتفال الرسمي باليوم العالمي لغسل اليدين بوصفها الجهة التي تقود أنشطة السنة الدولية للصرف الصحي في باكستان. وشارك في الائتلاف الذي اُنشىء لهذا الاحتفال 25 هيئة ممثلة للحكومة والقطاع الخاص والمنظمات غير الحكومية والهيئات الأكاديمية.
واحتفلت باكستان بهذه المناسبة يوم 15 أكتوبر ولكن سبق هذا التاريخ تنفيذ العديد من الأنشطة. فعلى سبيل المثال، نوه مذيعو نشرات أخبار السابعة مساء على ضرورة غسل اليدين قبل تناول الوجبات في تليفزيون سما (من الجمعة الخامس من أيلول/ سبتمبر إلى 15 تشرين أول/ أكتوبر). وتعهد الائتلاف المحلي المكون من العديد من الهيئات بإشراك مليون طفل في أنشطة وفعاليات غسل اليدين في أقاليم أفغانستان الأربعة.

### الفلبين
تم تدشين حملة لغسل اليدين في مختلف وسائل الإعلام لرفع الوعي بين السكان. ومن أهم أنشطة الاحتفال: عقد مؤتمر صحفي في 12 أيلول/ سبتمبر لإعلان تكوين ائتلاف محلي للدعوة لغسل اليدين وأقيم المؤتمر في Museo Pambata (متحف للأطفال). وشارك الحاضرون الأطفال في غسل الأيدي كما شاركوا في أنشطة طبع بكف الأيدي كتعبير رمزي عن التزامهم بغسل أيديهم. وتم أيضا تنظيم عرض في الطريق العام بالتعاون مع مختلف الأطراف المعنية مثل المدارس وقطاع الأعمال ووسائل الإعلام وذلك قبل الاحتفال رسميا باليوم العالمي لغسل اليدين في الخامس عشر من أكتوبر/ تشرين أول بحديقة ماكاتي في قلب حي المال والأعمال بالفلبين. وتم دعوة أكثر من مئة تلميذ للمشاركة في فعاليات الحدث ولبدء الدعوة إلى اكتساب عادة غسل اليدين بالصابون بوصفها سلوكا صحيا. وبدءا من أول أكتوبر/ تشرين أول، انطلقت الدعوة لغسل اليدين في مختلف وسائل الإعلام المرئية والمقروءة حيث نشرت بعض المقالات واذيعت برامج حوارية في هذا الصدد. وعُلقت أيضا لافتات وملصقات في محطات مترو مانيلا والمعروف ب (Metro Rail Transit (MRT). وتم تنظيم العديد من الأنشطة المتزامنة في الأقاليم الأخرى خارج مانيلا.

### رواندا
شهد حي بورورا في الإقليم الشمالي لرواندا حفل افتتاح فعاليات اليوم العالمي الأول لغسل اليدين. وعانت المنطقة سابقا من تكرار الإصابات بالأمراض المرتبطة بإهمال النظافة مثل الإسهال والكوليرا. وركزت حملة اليوم العالمي لغسل اليدين على جعل الأطفال هم عناصر التغيير الأساسية.
وانعقد أيضا اجتماع في مبنى البلدية ترأسته وزارة الصحة والتعليم والبنية التحتية والحكومة المحلية وتم بثه مباشرة على تليفزيون وإذاعة الدولة يوم الحادي عشر من أكتوبر/ تشرين أول 2008. وجذب اللقاء الذي استغرق ثلاث ساعات عامة الشعب حيث تم استقبال مكالمات تليفونية طرح فيها المشاهدون أسئلة وأفكارا حول الحدث. وحضر مديرون في الوزارات المعنية وغيرهم من الشركاء الرئيسيين اللقاء للإجابة عن أسئلة المشاهدين. وغطى الحدث وسائل إعلام محلية وعالمية.

### سيراليون
تم تدشين الاحتفال باليوم العالمي لغسل اليدين في 15 أكتوبر/ تشرين أول في فريتاون والأحياء الرئيسة فيه. وووجهت المدارس وممثلون سياسيون رفيعو المستوى الدعوة للأطفال للمشاركة في الاحتفال. وتضمنت الفعاليات عروضا لأطفال المدارس والمنظمات غير الحكومية ومسرحيات فكاهية قصيرة واحتفاليات عديدة تُوجت بحفل جماعي لغسل اليدين بالصابون.
وشارك في الاحتفالات حوالي 200,000 طفل وخمسمائة أم في عموم البلاد. وجذبت الاحتفالات الانتباه إلى أهمية غسل اليدين بالصابون وشكلت حافزا لبدء حملة قومية لغسل اليدين بالصابون في سيراليون. وتم أيضا توزيع بوسترات وملصقات وقمصان تحوي رسائل عن غسل اليدين باعتبارها وسائل فعالة لتوصيل مضمون الاحتفال.

### سيريلانكا
نظم مكتب التثقيف الصحي برنامج«تدريب المدربين» لمفتشي الأغذية والأدوية وموظفي التثقيف الصحي وكبار مفتشي الصحة العامة.
وفي الخامس عشر من أكتوبر/ تشرين أول، زار 1500 من مفتشي الصحة العامة 1500 مدرسة لتعريف مليون تلميذ بالطريقة السليمة لغسل اليدين. وساعد ذلك على نشر رسالة الاحتفال بين عدد قياسي من تلاميذ المدارس. تم أيضا تصميم ملصق وورق سبورة قلابة يوضح الطريقة السليمة لغسل اليدين في تسع خطوات بطريقة طبية سليمة. وعُرضت هذه الإرشادات المصورة في المستشفيات والعيادات ومراكز تنمية قدرات الأطفال ومركز الرعاية الطبية لعمال المزارع. واستمرت الأنشطة الترويجية في الأسبوع التالي والذي يوافق الاحتفال بأسبوع سلامة الغذاء في سري لانكا من 20-26 أكتوبر/ تشرين أول. وتم نشر مقالات وبث إعلانات تحفز على غسل اليدين. وانعقد مؤتمر صحفي ركز على أهمية غسل اليدين وأنشطة الاحتفال باليوم العالمي لغسل اليدين.

### طاجيكستان
دشنت هيئة الشراكة بين القطاعين العام والخاص لغسل اليدين بالصابون PPPHW الاحتفال باليوم العالمي لغسل اليدين بغية جذب الانتباه لفوائد غسل اليدين مع إلقاء الضوء عن نسبة غسل اليدين في مختلف دول العالم. وترحب المجتمعات المحلية عادة بالنصائح التي، مع بساطتها، قد تنقذ الأرواح وتكون لها تأثير إيجابي مستدام على حياة الأطفال. وقال أحد المشاركين «بعد التدريب على النظافة الشخصية، تغيرت سلوكياتنا. لقد تعلمنا القواعد الخمسة لغسل اليدين. نقوم بغسل أيدينا بالصابون وسندعو أفراد مجتمعاتنا إلى حذو حذونا.»
وبدأت أنشطة المرحلة الثانية من برنامج التثقيف بشأن النظافة الشخصية والإصحاح والتابع للوكالة الأمريكية للتنمية الدولية. وتهدف أنشطة المرحلة الثانية للارتقاء بصحة تلاميذ المدارس الابتدائية وتغذيتهم. وبناء عليه، تلقى المئات من طلاب المدارس الثانوية تدريبا على نقل ماتعلموه لتلاميذ المدارس الابتدائية. وتقدم الوكالة الأمريكية للتنمية الدولية الدعم إلى 80 مدرسة تضم حوالي 40,300 تلميذ في إقليم خالتون ضمن أنشطة برنامج المرحلة الثانية.

### تيمور الشرقية
بدأت تيمور الشرقية احتفالاتها باليوم العالمي لغسل اليدين في إحدى المدارس الابتدائية في ديلي يوم العاشر من أكتوبر/ تشرين أول. وتم تنظيم أنشطة أخرى في الأيام التالية ومنها حلقة نقاشية عن غسل اليدين في التليفزيون القومي وبرنامج إذاعي حواري واحتفلت جميع المقاطعات باليوم العالمي لغسل اليدين في المدارس الابتدائية وتضمنت الاحتفالات عقد مسابقات وأغان وتوزيع مواد ترويجية وخروج الأطفال في مسيرات احتفالية.
وتم أيضا تنظيم أنشطة ترويجية في معسكرات المشردين داخليا وفي وحدات الإيواء المؤقتة.

### المملكة المتحدة
أعد شركاء اليوم العالمي لغسل اليدين في المملكة المتحدة مجموعة من الأنشطة التي تركز على رفع الوعي العام وإشراك الأطفال في سن المدرسة في الاحتفال بفعاليات هذه المناسبة. وأعلنت كلية لندن للصحة وطب الأمراض الاستوائية نتائج دراسة عن نسبة تلوث أيدي ركاب المواصلات في خمس مدن بريطانية. ونظمت وكالة حماية الصحة حملات ترويجية تفاعلية لغسل اليدين في المناطق الفقيرة في لندن. وأجريت مسابقة لتصميم بوستر لفئة الأطفال من 6-11 سنة مما منحهم الفرصة للتفكير في طرق للترويج لغسل اليدين ومنحتهم جائزة فريدة من نوعها لزيارة الهند ورؤية برامجها للدعوة لغسل اليدين. أما بالنسبة للأنشطة التي أجريت بالتعاون مع صناع السياسات، فقد تضمنت حدث إعلامي ضم بعض النواب في البرلمان وتم أيضا تقديم طلب إحاطة للحكومة لدعم الترويج للنظافة الشخصية.

### زامبيا
أعلنت وزارة الحكومة المحلية والإسكان عن احتفال زامبيا بأسبوع لصرف الصحي في نفس الأسبوع الذي يوافق الاحتفال باليوم العالمي لغسل اليدين في 15 أكتوبر/ تشرين أول 2008. وعرض 13 برنامجا تليفزيونيا نقاشات حول قضايا تتعلق بالصرف الصحي والنظافة الصحية. 
وفي العاصمة لوساكا، دشنت السلطات المحلية حملة للترويج للنظافة في الأماكن العامة، لا سيما المطاعم وذلك سعيا لوضع حد لتفشي الكوليرا. وتصدرت قائمة أهداف هذه الحملة الاهتمام بممارسة غسل اليدين في أماكن تحضير الطعام.